# Râul Bâlea
Râul Bâlea este un curs de apă, unul din brațele care formează râul Cârțișoara.